# 舌唇鱼
舌唇鱼（学名：Lobocheilus melanotaenia）为輻鰭魚綱鯉形目鲤科準舌唇鱼属的鱼类。分布于泰国、寮國、柬埔寨、越南等地的湄公河流域以及中國云南的景洪市（瀾滄江為湄公河上游）和元江等，體長可達20公分，以固著生物及浮游植物為食，可做為觀賞魚及食用魚。

## 外部連結
- 舌唇鱼的圖片 （页面存档备份，存于）